# Universidad China de Hong Kong
The Chinese University of Hong Kong (香港中文大學, la Universidad China de Hong Kong) es la segunda universidad más antigua de Hong Kong y fue fundada en 1963 por la fusión de tres colegios (New Asia College fundó en 1949, Chung Chi College en 1951 y United College en 1956). Entretanto se compone de nueve colegios y un total de 152 edificios. El campus cuenta con 137,3 hectáreas y está localizado en el distrito Sha Tin con vistas sobre el puerto de Tolo. El programa de MBA, ofrecido desde el 1966, es uno de los programas de MBA más antiguos de Asia.

## Instituciones académicas

### Facultad de Administración de Empresas (CUHK Business School)
La Facultad de Administración de Empresas está acreditada por AACSB International y unifica dos facultades y cuatro departamentos: la Escuela de Contabilidad, la Escuela de Hotelería y Turismo, y los departamentos de Ciencias de la Decisión y de Economía Gerencial, Finanzas, Administración y Marketing. De momento uno se ofrece 7 programas título de grado, seis programas de MBA, cuatro programas de Executive MBA, cinco programas de maestría, así como programas de MPhil-PHD y de educación ejecutiva. Los esfuerzos de investigación de los profesores se concentran principalmente a la evolución actual en los mercados emergentes, llevado a cabo por el Center of Institutions and Governance, el Institute of Economics and Finance y el Li & Fung Institute of Supply Chain Management and Logistics. La facultad aspira a formar líderes mundiales para el siglo asiático.

#### Programas MBA[6]
Todos los departamentos de la Facultad de Administración de Empresas, incluyendo la Escuela de Contabilidad, ofrecen cursos en los programas de MBA. Los estudiantes tienen la posibilidad de especializarse en negocios en China, emprendedorismo, finanzas o marketing. Un especialización doble es posible también. El programa de MBA obtuvo el 28 lugar a nivel mundial en el ranking de 2012 publicado por Financial Times.
Además de la posibilidad de un intercambio (International Exchange Programme) con una de las varias universidades asociadas, CUHK ofrece programas de doble titulación (Dual Degree) con la Universidad de Texas, HEC Paris, Universidad Erasmo de Róterdam y el MIT. Con la excepción de unos pocos cursos, por ejemplo cultura china, los cursos están ofrecidos en Inglés.
CUHK Business School dispone de una red de más de 17,000 alumnos así como un propio centro de carreras (CAMP) y un programa Elite Mentorship. Anualmente los estudiantes organizan una conferencia sobre responsabilidad social corporativa (CSR).

##### Tiempo completo (Full time)
Se requiere un total de 54 créditos (un curso vale 3) para cumplir el programa. El año académico comienza en septiembre y se compone de trimestres así un período de verano desde julio a agosto. El tiempo de estudios normativos es de 16 meses con la opción de una reducción a 12 meses en caso de una omisión del intercambio o la pasantía de verano.

##### Tiempo parcial (Part time)
Los estudiantes pueden elegir entre un modo de tarde o fin de semana. Para graduar con una licenciatura se necesita un total de 48 créditos, alcanzado dentro un período de 24 meses.

#### Programas EMBA  (Executive MBA)
El programa se extiende a 2 años y se divide en cuartales. Cada año la escuela de negocios admite a 40-50 estudiantes que requieren un total de 48 créditos para finalizar sus estudios. Según el Financial Times Global EMBA Ranking 2011 el ofrecido Executive MBA es el 14 mejor del mundo.

#### one MBA
El programa one MBA es un programa de forma organizada conjunta de cinco escuelas de negocios que están ubicados en cuatro continentes: CUHK, EAESP, EGADE, RSM y UNC. Dura 21 meses y comienza en septiembre. Clases locales se alternan con clases de bloque mundial (global residencies) en los cuatro continentes con todos los estudiantes matriculados. El programa one MBA obtuvo la posición 22 a nivel mundial en el ranking de 2010 publicado por la Financial Times.

## Investigadores premiados
- Charles Kuen Kao de 2009 Premio Nobel de Física
- Chen Ning Yang, 1957 Premio Nobel de Física
- James Mirrlees, 1996 Premio del Banco de Suecia en Ciencias Económicas en memoria de Alfred Nobel
- Robert Mundell, 1999, Premio del Banco de Suecia en Ciencias Económicas en memoria de Alfred Nobel
- Shing-Tung Yau, 1982 Medalla Fields
- Andrew Yao, 2000 Premio Turing

## Alumnos destacados
- John Tong Hon (Filosofía)
- Ada Lai (Música)
- Clarence Mak (Música)
- Hui Cheung-wai (Composición)
- Chan Wing-Wah (Composición)
- Shing-Tung Yau (Matemáticas)